# Chevigny-en-Valière
Chevigny-en-Valière is een gemeente in het Franse departement Côte-d'Or (regio Bourgogne-Franche-Comté) en telt 240 inwoners (2004). De plaats maakt deel uit van het arrondissement Beaune.

## Geografie
De oppervlakte van Chevigny-en-Valière bedraagt 5,5 km², de bevolkingsdichtheid is 43,6 inwoners per km².
De onderstaande kaart toont de ligging van Chevigny-en-Valière met de belangrijkste infrastructuur en aangrenzende gemeenten.

## Demografie
Onderstaande figuur toont het verloop van het inwonertal (bron: INSEE-tellingen).